# Prehistoria Walii
Prehistoria Walii – terminem tym określa się okres zaczynający się od początków osadnictwa i znalezisk najwcześniejszych ludzkich szczątków na terenie dzisiejszej Walii (około 230 000 lat temu), a kończy na roku 48 n.e., kiedy to rzymska armia rozpoczęła działania militarne skierowane przeciw walijskim plemionom. Historycy twierdzą, iż kolejne fale imigrantów, wnosząc swoją kulturę do regionu, wypychały swoich poprzedników, z czego ostatnią falą byli Celtowie. Mimo to, ostatnie badania genetyczne sugerują, że wyglądało to zupełnie inaczej i imigracja przebiegała na mniejszą skalę.

## Okres paleolitu
Najstarsze znane szczątki ludzkie odkryte we współczesnej Walii pochodzą sprzed 230 000 lat. Fragment wczesno-neandertalskiej górnej szczęki zawierający dwa zęby, której właściciel prawdopodobnie żył w okresie interglacjalnym dolnego paleolitu, został znaleziony w jaskini w dolinie rzeki Elwy, w stanowisku paleolitycznym Pontnewydd Cave, niedaleko miasta St Asaph (wal. Llanelwy) w hrabstwie Denbighshire. Wykopaliska na tym terenie w latach 1978-1995 ujawniły następne 17 zębów należących do pięciu osobników, łącznie siedem pięściaków oraz trochę kości zwierzęcych, z których część wykazywała znaki rzeźnictwa. Stanowisko to jest najbardziej wysuniętym na północny zachód Eurazji terenem, na którym zostały znalezione szczątki wczesnych człowiekowatych, dzięki czemu zyskało międzynarodowe znaczenie. Późno-neandertalskie pięściaki były także znalezione w jaskini Coygan w hrabstwie Carmarthenshire. Ich wiek szacuje się na około 60 000 – 35 000 lat.
Wapienne jaskinie Paviland na półwyspie Gower w południowej Walii są najbogatszym w Wielkiej Brytanii źródłem materiałów dotyczących kultury oryniackiej, włączając rylce i drapacze datowane na około 28 500 lat. Pierwszymi znalezionymi w Walii szczątkami współczesnych ludzi, Homo sapiens sapiens, była Czerwona Dama z Paviland. Był to ludzki szkielet zabarwiony czerwoną ochrą (tlenkiem żelaza (III)), odkryty w 1823 roku w jednej z jaskiń Paviland. Mimo swojej nazwy, w rzeczywistości szkielet należał do młodego mężczyzny, który żył około 33 000 lat temu pod koniec okresu górnego paleolitu. Uważany jest za najstarszy znany ceremonialny pochówek w zachodniej Europie. Szkielet znaleziony został wraz z fragmentami małych cylindrycznych prętów z kości słoniowej, które stanowiły kawałki bransoletek z kości słoniowej i muszelek.
Zasiedlanie Walii było najprawdopodobniej przerywane, jako że okresy ochłodzenia i ocieplenia doprowadziły do postępowania i cofania pokryw lodowych. Zdaje się, że Walia była opuszczona w okresie od około 21 000 lat temu do 13 000 lat temu, na co wskazuje miejsce pochówku znalezione w Jaskini Kendricka na cyplu Great Orme, datowane na okres sprzed 12 000 lat.

## Mezolit
W następstwie epoki lodowcowej około 7000 p.n.e., Walia, zamieszkana przez mezolityczne ludy zbieracko-łowieckie, nabrała kształtu, który utrzymuje się po dziś dzień. Walia obfituje w miejsca, gdzie można napotkać materiał pochodzący z okresu mezolitu, lecz zabezpieczone formy warstwowe są rzadkie. Najstarszym z takich miejsc jest Nab Head, Pembrokeshire, datowane na około 9 200 lat. Wiele stanowisk niosących informacje o mezolicie, które 9 000 lat temu były położone w pewnej odległości od morza, teraz przez zmiany ukształtowania terenu umiejscowione są na samym wybrzeżu. Pembrokeshire jest terenem wyjątkowo bogatym w ślady osadnictwa mezolitu. Występują one również na terenach wyżynnych — zazwyczaj jako sezonowe tereny polowań, tak jak wokół Llyn Brenig. Niektóre zdobione kamyki znalezione w Rhuddlan są okazami najwcześniejszych form sztuki występujących w Walii.
Badania odwiertów z późnego neolitu — wczesnej epoki brązu grobowca Bryn Celli Ddu na wyspie Anglesey, opublikowane w 2006 roku, dały możliwość badania radiowęglowego, które datowało osady z dwóch otworów na okres mezolitu.

## Neolit

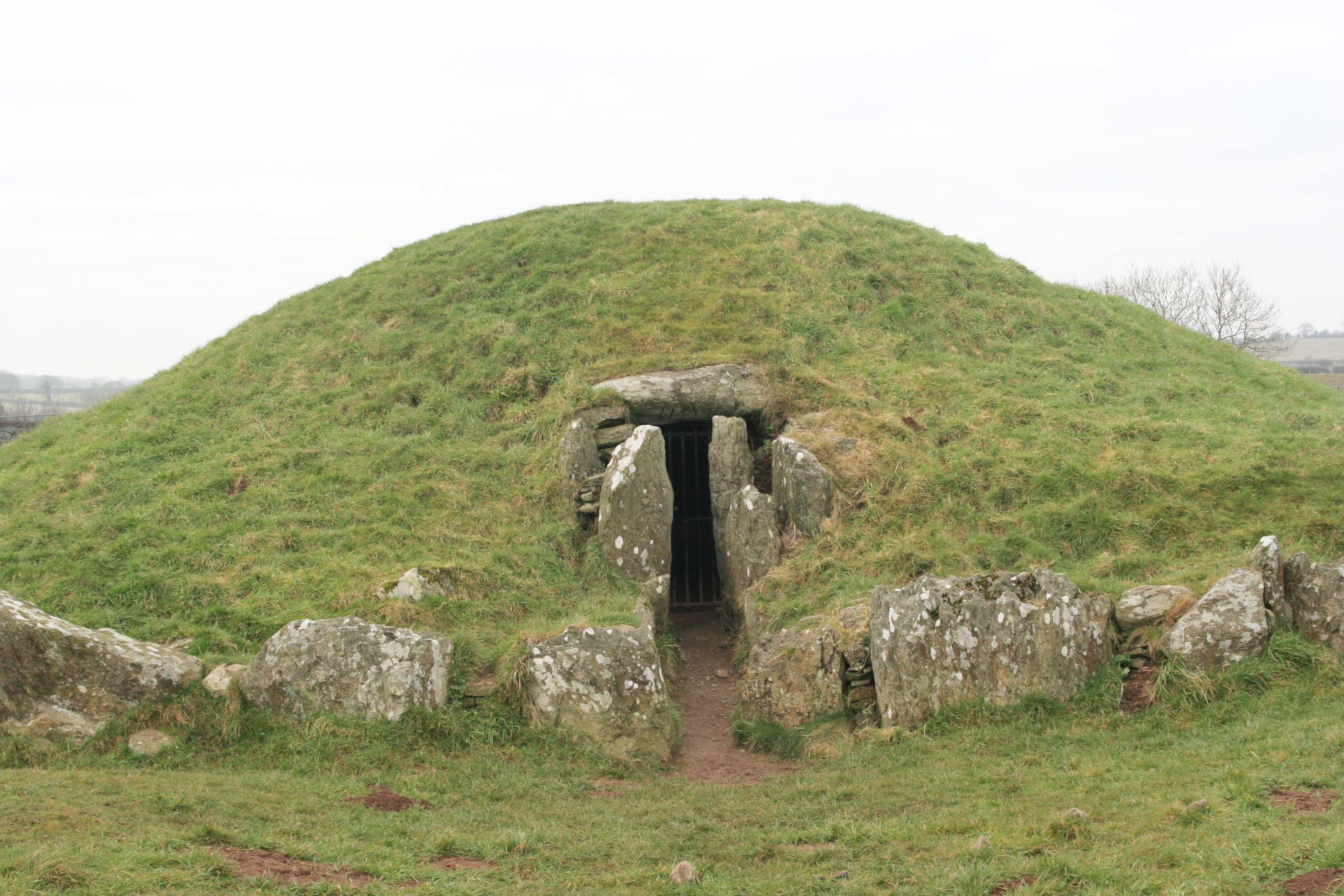
Bryn Celli Ddu, grobowiec z okresu późnego neolitu na wyspie Anglesey

Najstarsze społeczności rolnicze pojawiły się około 4000 p.n.e., oznaczając początek neolitu. Występowanie pyłku kwiatowego wskazuje na coraz szerzej zakrojone karczowanie lasów. Podczas tego okresu powstało wiele grobowców, w tym najlepiej znane: Bryn Celli Ddu i Barclodiad y Gawres na wyspie Anglesey. Trzy najważniejsze typy megalitycznych grobowców można odnaleźć w Walii: "Severn-Cotswold" w południowo-wschodniej części, "Portal dolmen" i "Passage graves" charakterystyczne dla okolic Morza Irlandzkiego, jak i Oceanu Atlantyckiego w rejonach zachodniej Europy i Maroka. Megalityczne grobowce są najpopularniejsze na zachodnich nizinach. Istnieją również dowody na więzy kulturowe z Irlandią, szczególnie w okresie wczesnego neolitu.
Kilka siedlisk z okresu neolitu zostało odkrytych w Walii, z których najważniejsza to osada w Clegyr Boia w pobliżu St David's w Pembrokeshire. Zostało również znalezionych wiele artefaktów, w tym głównie kamienne głowice siekier. Na terenie Walii znajdowało się kilka manufaktur specjalizujących się w produkcji tych właśnie głowic z największą "Graig Lwyd" w Penmaenmawr na północnym wybrzeżu, która eksportowała swoje wyroby aż do Yorkshire i środkowej Anglii. Znaleziska wyrobów ceramicznych wskazują na powiązania z Irlandią.